# مرگن قدیم
مرگن قدیم، روستایی از توابع بخش قره قویون شهرستان شوط استان آذربایجان غربی ایران است. این روستا به همراه روستاهای مرگن وسط، مرگن اسماعیل‌کندی و مرگن عزیزآباد تجمیع و به شهر مرگنلر ارتقا یافت.
.

## جمعیت
این روستا در دهستان قره قویون جنوبی قرار داشته و بر اساس سرشماری سال ۱۳۸۵ جمعیت آن ۷۴۷نفر (۱۵۷ خانوار) 
بوده است.